# Lauki (obwód witebski)
Lauki (biał. Ляўкі; ros. Левки; pol. hist. Lewki) – wieś na Białorusi, w obwodzie witebskim, w rejonie orszańskim, w sielsowiecie Zubawa. 
Wieś położona jest nad Dnieprem, w pobliżu Kopysia. Mieści się tu Rezerwat Pamięci Kupały „Lauki”.

## Historia
W XIX i w początkach XX w. wieś i majątek ziemski od 1873 należący do Czaczkowych. Położone były wówczas w Rosji, w guberni mohylewskiej, w powiecie horeckim, w gminie Lubinicze. We wsi była wówczas szkoła. Majątek posiadał fabryki drożdży i kafli oraz 2 krupiarnie.
Następnie w granicach Związku Sowieckiego. W 1935 w budynku leśnictwa Kopyś w Laukach zamieszkał Janka Kupała. Wkrótce przeniósł się on do nowo wybudowanej daczy, podarowanej mu przez rząd Białoruskiej Socjalistycznej Republiki Radzieckiej. Kupała w Laukach mieszkał do 1941, gdy ewakuował się w głąb kraju przed nacierającymi wojskami niemieckimi. 4 sierpnia 1945 powstał tu oddział Państwowego Muzeum Literackiego im. Janki Kupały. 11 października 1978 utworzono Rezerwat Pamięci Kupały „Lauki”. W 1981 odbudowano daczę Kupały, która spłonęła w czasie wojny.
Od 1991 wieś znajduje się w niepodległej Białorusi.